# Dierkost

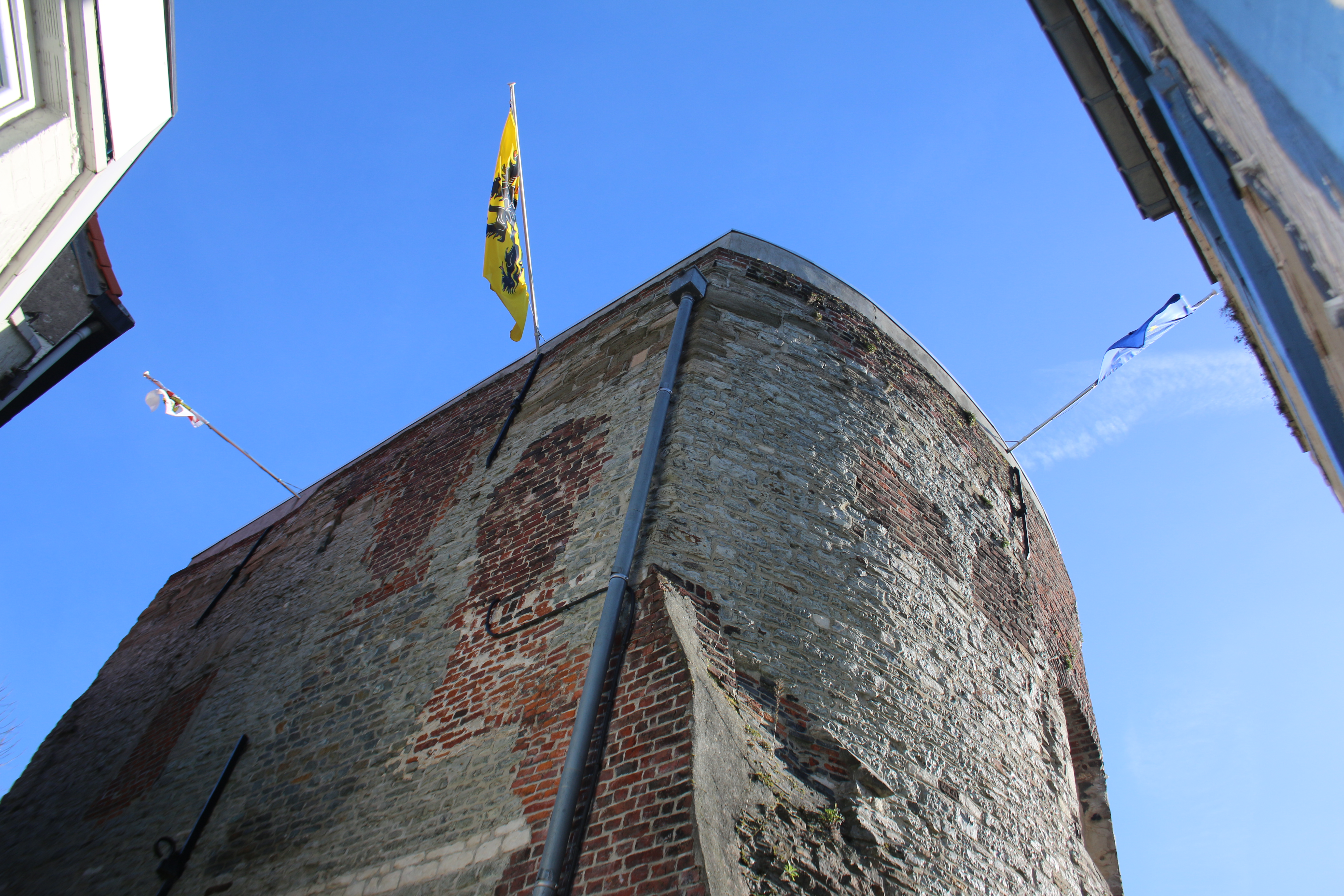

Dierkost of de Dierkosttoren is de laatst overgebleven verdedigingstoren van de middeleeuwse stadswallen van de Belgische stad Geraardsbergen. De Dierkost ligt aan de straat Boerenhol en vormde een belangrijk element van de stadsomwalling tussen de Putsemainpoort en de Overpoort in het midden van de 13de eeuw. De handboogschutters van de Sint-Sebastiaansgilde hebben hier hun vergaderruimte. De stadsmuren van de bovenstad werden gesloopt in 1817- 1818. Toen werd de Dierkost hersteld met bak- en zandstenen. In 2009 werd de toren volledig gerenoveerd. De Dierkosttoren bestaat uit veldstenen met enkele speklagen in ijzerhardsteen. Men verklaart de naam Dierkost door de hoge (‘dure’ (dier)) kost van de bouw van de toren. Het defensieve bouwwerk was ook bekend onder de naam Pijntoren, omdat er soms gefolterd werd. De Dierkosttoren is een beschermd monument.

## Afbeeldingen

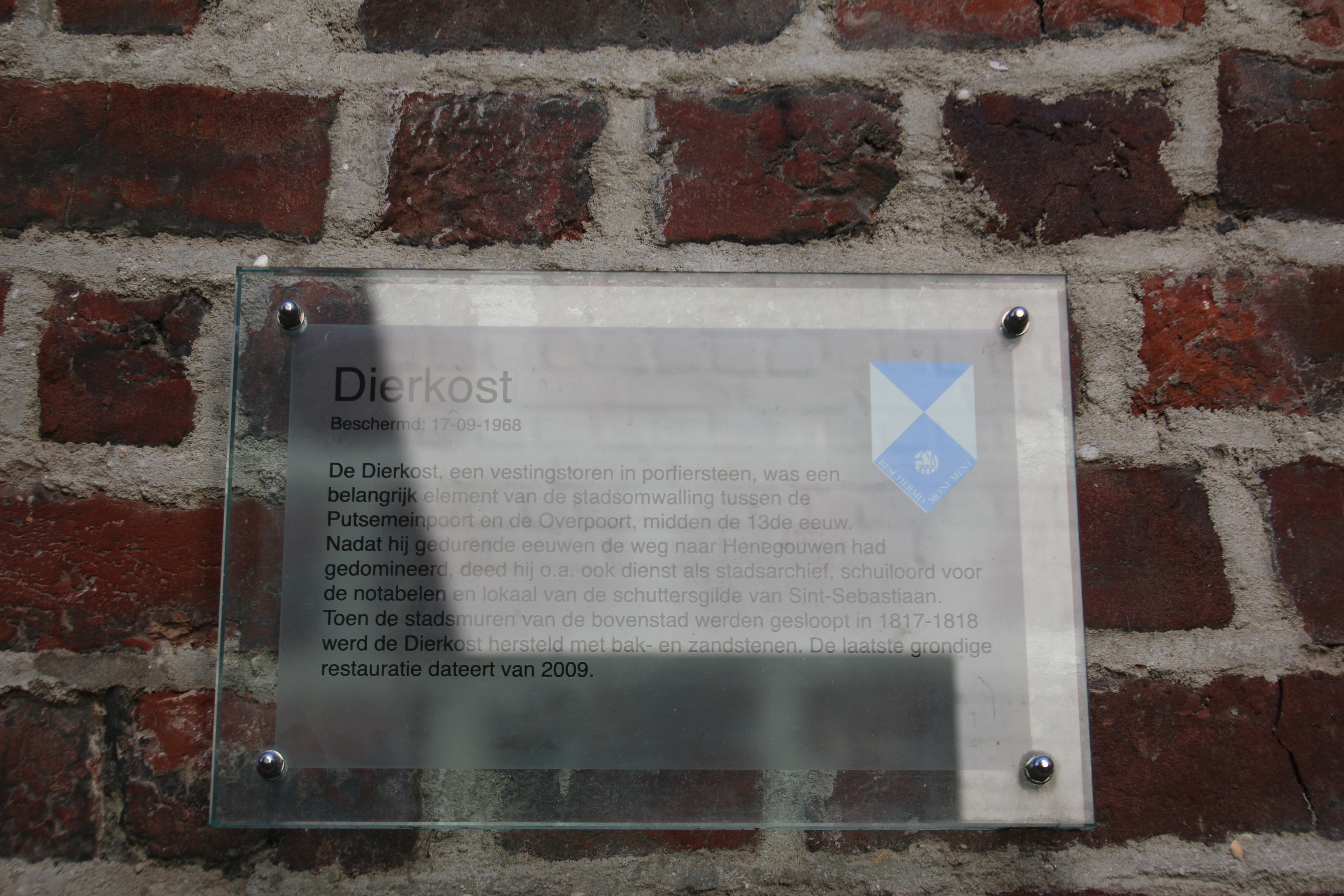
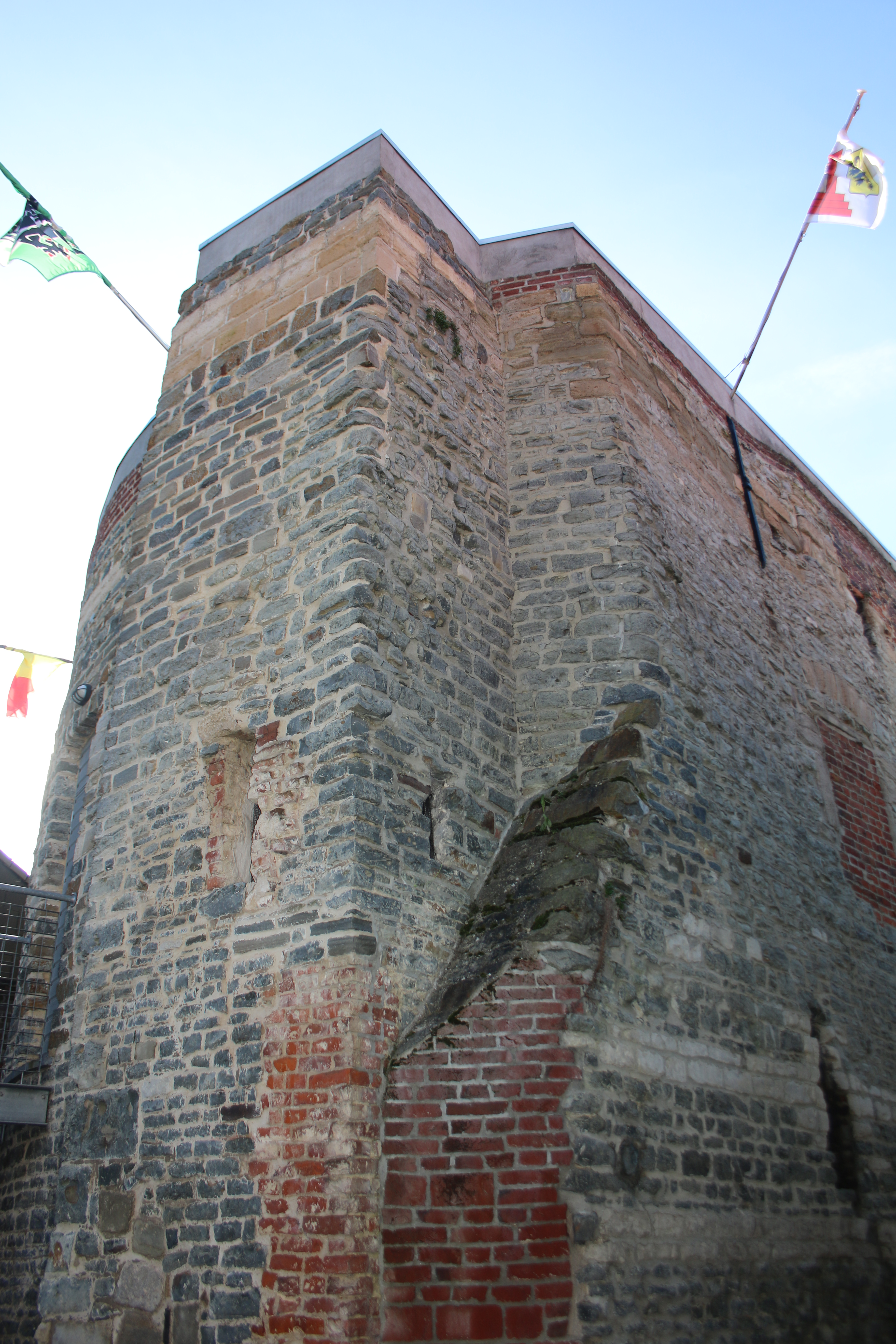
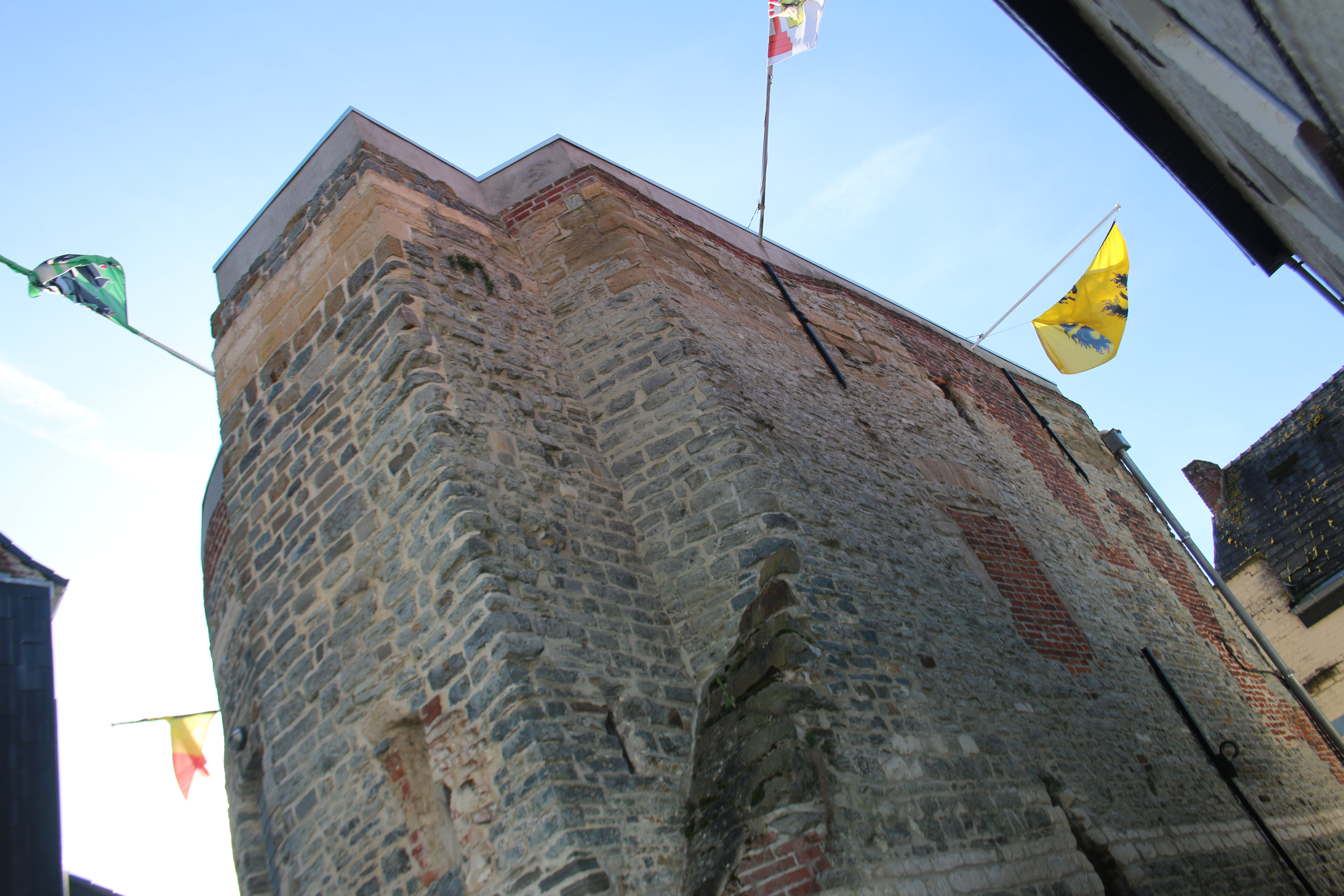